# Human (álbum de OneRepublic)
Human es el quinto álbum de estudio de la banda estadounidense de pop rock, OneRepublic. Se planeaba lanzar el 8 de mayo de 2020, a través de Mosley Music Group e Interscope Records, pero debido a la pandemia de COVID-19 fue pospuesto hasta el 27 de agosto de 2021. Para su promoción se han lanzado los sencillos «Rescue Me», «Wanted» y «Didn't I».

## Antecedentes y lanzamiento
En septiembre de 2017, Tedder declaró en un concierto que la banda había comenzado a trabajar en su quinto álbum de estudio que se lanzaría en algún momento de 2018. Calculó que habría entre 7 y 8 canciones en el álbum. El 3 de enero de 2019, Ryan Tedder anunció a través de su Twitter oficial que un nuevo álbum saldría en algún momento en 2019, sin embargo, el 15 de septiembre del mismo año, divulgo el nombre del álbum y anunció que se lanzará en noviembre de 2019. También agregó que los sencillos «Rescue Me» y «Wanted» estarán en el álbum. Más tarde, el 19 de noviembre de 2019, Tedder dijo que el álbum está planeado para ser lanzado en la primavera de 2020.
El cantante, luego reveló que el álbum se había retrasado hasta el segundo trimestre de 2020 porque era «físicamente imposible terminar un álbum en el período de tiempo que pensamos haber necesitado», y él creía que el álbum no sería exitoso si fuera lanzado entre los eventos de Acción de Gracias y Navidad.

## Promoción

### Sencillos
El sencillo principal del material «Rescue Me» se estrenó el 17 de mayo de 2019 y alcanzó el número cinco en el Billboard Bubbling Under Hot 100 de Estados Unidos. El segundo sencillo «Wanted» se publicó el 6 de septiembre de 2019, y alcanzó el número nueve en la misma lista. Previamente al lanzamiento de la producción se lanzó  tercer sencillo «Didn't I» junto con el pedido anticipado del álbum el 13 de marzo de 2020.

### Sencillos promocionales
El 10 de septiembre de 2019, previo a los estrenos de los sencillos se divulgo la canción «Somebody to Love» como sencillo promocional.

## Listado de canciones
Lista de canciones adaptadas de Apple.
| Edición estándar |                     |                                                                                                  |                                                           |          |  |
| N.º              | Título              | Escritor(es)                                                                                     | Productor(s)                                              | Duración |  |
| 1.               | «Run»               | Ryan Tedder, Brent Kutzle, John Nathaniel y Tyler Spry                                           | Tedder, Kutzle, Nathaniel y Spry                          | 2:48     |  |
| 2.               | «Distance»          | Tedder, Casey Smith, Jason Evigan y Mathieu Jomphe-Lepine                                        | Evigan, Billboard, Tedder, Kutzle**, Nathaniel** y Spry** | 3:00     |  |
| 3.               | «Someday»           | Tedder, Kutzle, Spry, Steven Mudd y Josh Varnadore                                               | Kutzle, Spry y Nathaniel**                                | 3:07     |  |
| 4.               | «Didn't I»          | Tedder, Kutzle, Zach Skelton, James Abrahart y Kyrre Gørvell-Dahll                               | Tedder, Kutzle y Nathaniel*                               | 3:27     |  |
| 5.               | «Rescue Me»         | Tedder y Kutzle                                                                                  | Tedder, Kutzle y Spry*                                    | 2:39     |  |
| 6.               | «Savior»            | Tedder, Kutzle y Skelton                                                                         | Kutzle, Spry, Tedder* y Skelton*                          | 3:01     |  |
| 7.               | «Take Care of You»  | Tedder, Kutzle, Eddie Fisher y Nathaniel                                                         | Tedder, Kutzle y Nathaniel                                | 3:48     |  |
| 8.               | «Forgot About You»  | Tedder, Louis Bell, Andrew Watt, Ali Tamposi y Nick Mira                                         | Tedder, Watt, Bell y Mira                                 | 2:53     |  |
| 9.               | «Somebody to Love»  | Tedder, Kutzle, Shane McAnally, Ester Dean, Andrew Wells, Andrew DeRoberts, JT Roach y Jintae Ko | Tedder, Kutzle, Nathaniel, DeRoberts y Spry**             | 3:01     |  |
| 10.              | «Wanted»            | Tedder, Smith, Kutzle, Skelton y Spry                                                            | Tedder, Kutzle, Spry y Steve Wilmot**                     | 2:16     |  |
| 11.              | «Take It Out on Me» | Tedder, Julia Michaels y Michael Tucker                                                          | Tedder, Kutzle, Spry**, BloodPop** y Brian Willett**      | 2:27     |  |
| 12.              | «Better Days»       | Tedder, Kutzle y Nathaniel                                                                       | Tedder, Kutzle, Nathaniel y Spry*                         | 2:24     |  |

| Edición digital bonus track |                             | |                                                           |          |  |
| N.º                         | Título                      | Escritor(es)                                                                                                | Productor(s)                                              | Duración |  |
| 13.                         | «Wild Life»                 | Tedder, Kutzle y Nathaniel                                                                                  | Kutzle y Nathaniel                                        | 4:27     |  |
| 14.                         | «Ships + Tides»             | Tedder, Kutzle y Noel Zancanella                                                                            | Kutzle y Brandon Collins                                  | 4:56     |  |
| 15.                         | «Someday» (acústico)        | Tedder, Kutzle, Spry, Mudd y Varnadore                                                                      | Kutzle y Spry                                             | 3:05     |  |
| 16.                         | «Lose Somebody» (with Kygo) | Tedder, Gørvell-Dahll, Philip Plestedl, Jacob Torrey, Morten Ristorp, Alexander Delicata y Alysa Vanderheym | Gørvell-Dahll, Rissi*, Alex Delicata* y Alysa Vanderheym* | 3:19     |  |

| Target bonus tracks / CD edición especial |                            | |                                                           |          |  |
| N.º                                       | Título                     | Escritor(es)                                                                                                | Productor(s)                                              | Duración |  |
| 13.                                       | «Wild Life»                | Tedder, Kutzle y Nathaniel                                                                                  | Kutzle y Nathaniel                                        | 4:27     |  |
| 14.                                       | «Ships»                    | Tedder, Kutzle y Zancanella                                                                                 | Kutzle y Collins                                          | 3:11     |  |
| 15.                                       | «Tides»                    | Kutzle y Collins                                                                                            | Kutzle y Collins                                          | 1:43     |  |
| 16.                                       | «Run» (acústico)           | Tedder, Kutzle, Nathaniel y Spry                                                                            | Loren Ferard y Kutzle                                     | 2:48     |  |
| 17.                                       | «Someday» (acústico)       | Tedder, Kutzle, Spry, Mudd y Varnadore                                                                      | Kutzle y Spry**                                           | 3:05     |  |
| 18.                                       | «Lose Somebody» (con Kygo) | Tedder, Gørvell-Dahll, Philip Plestedl, Jacob Torrey, Morten Ristorp, Alexander Delicata y Alysa Vanderheym | Gørvell-Dahll, Rissi*, Alex Delicata* y Alysa Vanderheym* | 3:19     |  |

| Versión italiana CD - Edición especial bonus tracks / Versión japonés - bonus tracks |                                                 | |                                                           |          |  |
| N.º                                                                                  | Título                                          | Escritor(es)                                                                                                | Productor(s)                                              | Duración |  |
| 13.                                                                                  | «Wild Life»                                     | Tedder, Kutzle y Nathaniel                                                                                  | Kutzle y Nathaniel                                        | 4:27     |  |
| 14.                                                                                  | «Ships»                                         | Tedder, Kutzle y Zancanella                                                                                 | Kutzle y Collins                                          | 3:11     |  |
| 15.                                                                                  | «Tides»                                         | Kutzle y Collins                                                                                            | Kutzle y Collins                                          | 1:43     |  |
| 16.                                                                                  | «Run» (acústico)                                | Tedder, Kutzle, Nathaniel y Spry                                                                            | Loren Ferard y Kutzle                                     | 2:48     |  |
| 17.                                                                                  | «Someday» (acústico)                            | Tedder, Kutzle, Spry, Mudd y Varnadore                                                                      | Kutzle y Spry**                                           | 3:05     |  |
| 18.                                                                                  | «Better Days (Giorni Migliori)» (con Negramaro) | Tedder, Giuliano Sangiorgi, Kutzle, Nathaniel y Spry                                                        | Tedder, Kutzle, Nathaniel y Spry*                         | 2:24     |  |
| 19.                                                                                  | «Lose Somebody» (con Kygo)                      | Tedder, Gørvell-Dahll, Philip Plestedl, Jacob Torrey, Morten Ristorp, Alexander Delicata y Alysa Vanderheym | Gørvell-Dahll, Rissi*, Alex Delicata* y Alysa Vanderheym* | 3:19     |  |

Notas
- (*) significa coproductor
- (**) significa productor adicional

## Posicionamiento en listas
| Listas (2021)                       | Mejor posición |
| ----------------------------------- | -------------- |
| Alemania (Media Control Charts)     | 8              |
| Australia (ARIA)                    | 10             |
| Austria (Ö3 Austria Top 40)         | 7              |
| Bélgica (Ultratop) Flanders         | 14             |
| Bélgica (Ultratop) Wallonia         | 19             |
| Canadá (Billboard)                  | 12             |
| Escocia (OCC)                       | 13             |
| España (PROMUSICAE)                 | 24             |
| Estados Unidos (Billboard 200)      | 11             |
| Finlandia (Suomen virallinen lista) | 45             |
| Francia (SNEP)                      | 39             |
| Hungría (MAHASZ)                    | 35             |
| Irlanda (IRMA)                      | 83             |
| Italia (FIMI)                       | 15             |
| Japón Hot Albums (Billboard)        | 56             |
| Japón (Oricon)                      | 89             |
| Lituania (AGATA)                    | 16             |
| Noruega (VG-lista)                  | 15             |
| Nueva Zelanda (RMNZ)                | 14             |
| Países Bajos (Álbum Top 100)        | 20             |
| Polonia (ZPAV)                      | 31             |
| Portugal (AFP)                      | 17             |
| Reino Unido (OCC)                   | 30             |
| República Checa (ČNS IFPI)          | 34             |
| Suecia (Sverigetopplistan)          | 54             |
| Suiza (Schweizer Hitparade)         | 3              |

## Certificaciones
| País (organismo certificador) | Certificación | Unidades certificadas |
| ----------------------------- | ------------- | --------------------- |
| Suiza (IFPI Suiza)            | Oro           | 10 000                |